# Tereza Yohannes
Tereza Yohannes (Shoa, 1982) is een Ethiopisch langeafstandsloopster.
Op het WK veldlopen 2003 behaalde ze een negende plaats op de lange afstand. Met het Ethiopisch team behaalde ze een gouden medaille. In 2001 werd ze zesde op het WK junioren veldlopen in Oostende.

## Titels
- Oost-Afrikaans kampioen veldlopen - 2006

## Persoonlijke records
| Onderdeel      | Prestatie | Datum            | Plaats        |
| -------------- | --------- | ---------------- | ------------- |
| 3.000 m        | 9.13,24   | 20 augustus 2002 | San Sebastián |
| 5.000 m        | 15.45,04  | 14 juli 2001     | Maia          |
| 10.000 m       | 33.04,73  | 8 juli 2000      | Barakaldo     |
| halve marathon | 1:13.38   | 3 oktober 1999   | Palermo       |